# 木津川市立州見台小学校
木津川市立州見台小学校（きづがわしりつ くにみだいしょうがっこう）は、京都府木津川市州見台一丁目にある市立小学校。京都府の最南端に位置する。

## 概要
- 木津川市にある新興住宅地州見台が街開きし、居住住民・児童が増加したために開校した。
- 加茂給食センター竣工後は、加茂給食センターから給食が運ばれている。

## 沿革
- 2007年（平成19年）4月 - 木津川市立梅美台小学校から分離し、開校。
- 2008年（平成20年）3月 - 校歌を制定。
- 2010年（平成22年）3月 - 既存校舎の南側に新校舎竣工。
- 2011年（平成23年）4月 - 進学先を木津川市立木津中学校から木津川市立木津南中学校へ変更
- 校長：久保嘉章（くぼよしあき、2017年4月～現在）

## 周辺の施設
- ガーデンモール木津川
- きっづ光科学館ふぉとん
- 京奈和自動車道木津インターチェンジ
- みかのはら幼稚園
- 州見台さくら保育園
- エム・システム技研京都テクノセンター
- QST関西光科学研究所

## 周辺の道路
- 国道24号
- 京都府道・奈良県道754号木津横田線

## 卒業後の進路
- 木津川市立木津南中学校

## 校区
- 州見台
- 市坂（一部）
- 木津奈良道（一部）

## 校区が隣接している学校
- 木津川市立梅美台小学校
- 木津川市立城山台小学校
- 木津川市立木津小学校
- 木津川市立相楽小学校

以下は奈良県。
- 奈良市立左京小学校
- 奈良市立佐保台小学校
- 奈良市立鼓阪北小学校